# Dalmatinska nogometna liga – Zapadna skupina 1970./71.
Dalmatinska nogometna liga – Zapadna skupina (također i kao Dalmatinska nogometna liga – Sjeverna skupina) je bila jedna od dvije skupine Dalmatinske nogometne lige u sezoni 1970./71., trećeg stupnja nogometnog prvenstva Jugoslavije. 
 
Sudjelovalo je 15 klubova, a prvak je bio "Junak" iz Sinja.

## Ljestvica
| mj. | klub                      | ut. | pob. | ner. | por. | gol+ | gol- | bod     |
| --- | ------------------------- | --- | ---- | ---- | ---- | ---- | ---- | ------- |
| 1.  | Junak Sinj                | 28  | 18   | 5    | 5    | 69   | 30   | 41      |
| 2.  | Zadar                     | 28  | 16   | 6    | 6    | 48   | 20   | 38      |
| 3.  | Solin                     | 28  | 13   | 5    | 10   | 69   | 61   | 31      |
| 4.  | Bagat Zadar               | 28  | 12   | 7    | 9    | 47   | 40   | 31      |
| 5.  | Jadran Kaštel Sućurac     | 28  | 10   | 9    | 9    | 37   | 35   | 29      |
| 6.  | Val Kaštel Stari          | 28  | 10   | 9    | 9    | 48   | 50   | 29      |
| 7.  | Omladinac Zadar           | 28  | 11   | 7    | 10   | 36   | 44   | 29      |
| 8.  | Sloga Mravince            | 28  | 13   | 7    | 8    | 45   | 42   | 27 (-6) |
| 9.  | Slaven Trogir             | 28  | 9    | 8    | 11   | 46   | 41   | 26      |
| 10. | Jugovinil Kaštel Gomilica | 28  | 12   | 6    | 10   | 45   | 37   | 24 (-6) |
| 11. | Velebit Benkovac          | 28  | 7    | 10   | 11   | 32   | 39   | 24      |
| 12. | DOŠK Drniš                | 28  | 8    | 8    | 12   | 35   | 44   | 24      |
| 13. | Dinara Knin               | 28  | 10   | 4    | 14   | 41   | 53   | 24      |
| 14. | Omladinac Vranjic         | 28  | 6    | 7    | 15   | 28   | 54   | 19      |
| 15. | Metalac Šibenik           | 28  | 4    | 4    | 20   | 32   | 68   | 12      |

## Rezultatska križaljka
| kratica | klub                      | BAG | DIN | DOŠK | JAD | JUG | JUN | MET   | OMLV | OMLZ | SLA | SLO | SOL | VAL | VEL | ZAD |
| --- | ------------------------- | --- | --- | ---- | --- | --- | --- | ----- | ---- | ---- | --- | --- | --- | --- | --- | --- |
| BAG | Bagat Zadar               |     |     |      |     | 3:2 |     |       | 3:1  |      | 2:0 | 2:0 |     |     |     |     |
| DIN | Dinara Knin               |     |     |      |     | 0:1 |     |       | 2:0  |      | 3:1 | 2:0 |     |     |     |     |
| DOŠK | DOŠK Drniš                |     |     |      |     | 1:0 |     |       | 3:1  |      | 2:2 | 1:1 |     |     |     |     |
| JAD | Jadran Kaštel Sućurac     |     |     |      |     | 2:1 |     |       | 3:3  |      | 1:0 | 1:1 |     |     |     |     |
| JUG | Jugovinil Kaštel Gomilica | 3:0 | 7:0 | 3:1  | 4:3 |     | 2:2 | 4:0 p | 0:0  | 4:2  | 1:0 | 2:0 | 1:1 | 1:1 | 2:0 | 0:0 |
| JUN | Junak Sinj                |     |     |      |     | 5:0 |     |       | 2:0  |      | 4:1 | 5:1 |     |     |     |     |
| MET | Metalac Šibenik           |     |     |      |     | 2:4 |     |       | 1:2  |      | 1:2 | 2:3 |     |     |     |     |
| OMLV | Omladinac Vranjic         | 2:4 | 2:0 | 1:1  | 0:0 | 0:0 | 1:4 | 0:1   |      | 1:0  | 0:4 | 2:1 | 3:4 | 1:0 | 1:1 | 1:0 |
| OMLZ | Omladinac Zadar           |     |     |      |     | 3:0 |     |       | 0:0  |      | 1:0 | 1:2 |     |     |     |     |
| SLA | Slaven Trogir             | 2:0 | 2:1 | 1:1  | 0:0 | 2:1 | 0:1 | 0:0   | 5:0  | 6:0  |     | 2:3 | 3:2 | 3:5 | 1:1 | 1:2 |
| SLO | Sloga Mravince            | 1:1 | 3:1 | 5:1  | 1:0 | 1:0 | 1:1 | 3:1   | 2:0  | 3:2  | 1:1 |     | 1:1 | 3:2 | 1:2 | 2:1 |
| SOL | Solin                     |     |     |      |     | 6:0 |     |       | 4:3  |      | 5:2 | 1:1 |     |     |     |     |
| VAL | Val Kaštel Stari          |     |     |      |     | 1:0 |     |       | 4:2  |      | 0:3 | 2:1 |     |     |     |     |
| VEL | Velebit Benkovac          |     |     |      |     | 0:0 |     |       | 3:0  |      | 2:0 | 2:3 |     |     |     |     |
| ZAD | Zadar                     |     |     |      |     | 2:0 |     |       | 2:1  |      | 1:1 | 3:0 |     |     |     |     |
| |                           |     |     |      |     |     |     |       |      |      |     |     |     |     |     |     |
| podebljan rezultat - utakmice od 1. do 15. kola (1. utakmica između klubova) rezultat normalne debljine - utakmice od 16. do 30. kola (2. utakmica između klubova) rezultat nakošen - nije vidljiv redoslijed odigravanja međusobnih utakmica iz dostupnih izvora rezultat nakošen i smanjen * - iz dostupnih izvora nije uočljiv domaćin susreta prekrižen rezultat - poništena ili brisana utakmica p - utakmica prekinuta 3:0 p.f. / 0:3 p.f. - rezultat 3:0 bez borbe |                           |     |     |      |     |     |     |       |      |      |     |     |     |     |     |     |

 Izvori: 

## Za prvaka Dalmatinske lige
Igrano 6. i 13. lipnja 1971. 
| Solin |  | – |  | Zmaj Makarska |  | 1:1, 4:2 |

 Izvori: 

## Kvalifikacije za Dalmatinsku ligu – Sjever
Igrano u kolovozu 1971.
Sudionici:
- Biograd (Biograd na Moru)
- Jadral Obrovac
- Omladinac Vranjic
- Uskok Klis

Ljestvica:
| mj. | klub                      | ut. | pob. | ner. | por. | gol+ | gol- | bod |
| --- | ------------------------- | --- | ---- | ---- | ---- | ---- | ---- | --- |
| 1.  | Omladinac Vranjic         | 6   | 4    | 0    | 2    | 16   | 8    | 8   |
| 2.  | Jadral Obrovac            | 6   | 3    | 1    | 2    | 17   | 11   | 7   |
| 3.  | Uskok Klis                | 6   | 2    | 2    | 2    | 8    | 12   | 6   |
| 4.  | Biograd (Biograd na Moru) | 6   | 1    | 1    | 4    | 6    | 16   | 3   |

- Omladinac i Jadral ostvarili plasman Dalmatinsku ligu – Sjever

Rezultatska križaljka
| kratica | klub                      | BIO | JAD | OML | USK |
| --- | ------------------------- | --- | --- | --- | --- |
| BIO | Biograd (Biograd na Moru) |     | 2:0 | 0:1 |     |
| JAD | Jadral Obrovac            | 6:2 |     | 5:3 | 5:1 |
| OML | Omladinac Vranjic         | 6:0 | 2:0 |     | 4:0 |
| USK | Uskok Klis                | 2:2 | 1:1 | 3:0 |     |
| |                           |     |     |     |     |
| podebljan rezultat - utakmice od 1. do 3. kola (1. utakmica između klubova) rezultat normalne debljine - utakmice od 4. do 6. kola (2. utakmica između klubova) rezultat nakošen - nije vidljiv redoslijed odigravanja međusobnih utakmica iz dostupnih izvora rezultat nakošen i smanjen * - iz dostupnih izvora nije uočljiv domaćin susreta prekrižen rezultat - poništena ili brisana utakmica p - utakmica prekinuta 3:0 p.f. / 0:3 p.f. - rezultat 3:0 bez borbe |                           |     |     |     |     |

 Izvori: 